# Reinhold Senn
Reinhold Senn (* 6. Dezember 1936 in Imst, Tirol; † 1. Juni 2023 in Zams, Tirol) war ein österreichischer Rennrodler.
Senn nahm bei der ersten Austragung des Rodelwettbewerbs bei den Olympischen Spielen 1964 in Innsbruck im Einzel- und im Doppelsitzer teil, zusammen mit Helmut Thaler. Dort gewannen sie eine Silbermedaille, nachdem sie schon 1961 bei den Rodel-Weltmeisterschaften in Girenbad Dritte geworden waren. Im Einzelwettbewerb kam Senn nur auf den 21. Platz.
Eine weitere Silbermedaille errang er bei den Europäischen Meisterschaften in Königssee 1967.

## Belege
1. ↑  Todesanzeige: Reinhold Senn.
2. ↑  Die Rodelwelt trauert um Reinhold Senn aus Imst. Abschied von einem Champion und Original.

| Personendaten    | Personendaten               |
| ---------------- | --------------------------- |
| NAME             | Senn, Reinhold              |
| KURZBESCHREIBUNG | österreichischer Rennrodler |
| GEBURTSDATUM     | 6. Dezember 1936            |
| GEBURTSORT       | Imst, Tirol, Österreich     |
| STERBEDATUM      | 1. Juni 2023                |
| STERBEORT        | Zams, Tirol                 |